# Josef Löwenherz

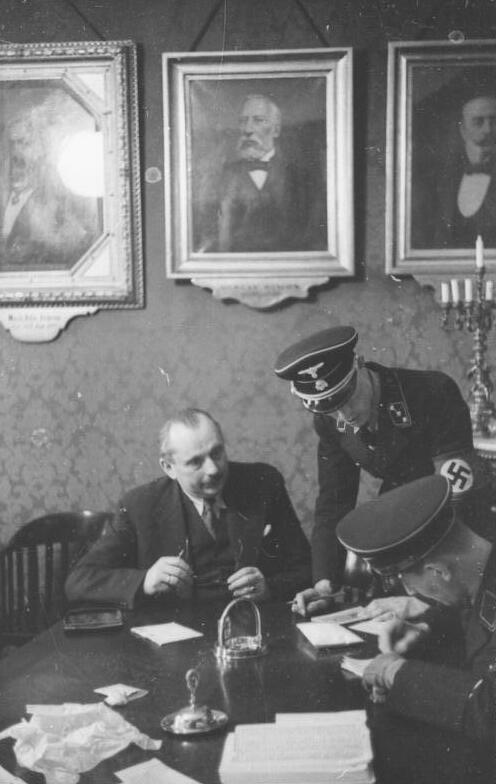
Josef Löwenherz vid en SS-razzia i Israelitische Kultusgemeinde i Wien den 18 mars 1938.

Josef Löwenherz, född 6 augusti 1884, död 1960 i New York, var en österrikisk jurist och sionist. Han förestod Israelitische Kultusgemeinde i Wien. Institutionen stängdes av nazisterna i samband med Anschluss i mars 1938.

### Webbkällor
- ”Josef Löwenherz Biographical Note” (på engelska). Center for Jewish History. Leo Baeck Institute. Arkiverad från originalet den 2 juni 2013. https://www.webcitation.org/6H5A7EAhY?url=http://findingaids.cjh.org/?pID=121462. Läst 2 juni 2013.